# توکای سیاه درخشان
توکای سیاه درخشان (نام علمی: Turdus serranus) گونه‌ای از پرندگان خانواده توکایان است که از شمال ونزوئلا تا شمال غربی آرژانتین یافت می‌شود. زیستگاه طبیعی آن جنگل‌های کوهستانی نمناک نیمه‌گرمسیری یا گرمسیری است.